# Обнова
Обно̀ва е село в Северна България, община Левски, област Плевен.

## География
Село Обнова се намира в средната част на Дунавската хълмиста равнина, на около километър южно от река Осъм. Разположено е край река Пордимска бара, вливаща се в Осъм в близост до селото. Климатът е умереноконтинентален. Почвите са предимно типични и карбонатни черноземи.
Селото отстои на около 29 km източно от областния център Плевен, 15 km северозападно от общинския център Левски и 35 km югозападно от Свищов. През него минава в направление запад – изток първокласният републикански път 3 – част от Европейски път Е83, водещ на запад покрай село Тотлебен за Плевен, а на изток – през Българене и покрай Козар Белене, Горна Студена, Масларево и Пейчиново към връзка с Европейски път Е85. Има автобусни връзки със София, Плевен, Русе, Белене, Левски, Свищов, Никопол. Край селото спират за почивка и автобусите по редовната линия София – Букурещ – София. На около 500 m северно от пътя преди навлизането му в селото от запад откъм село Тотлебен има малък язовир с площ около 16 – 17 ha. Пътят навлиза в селото от запад при надморска височина около 78 m и излиза от него на около 2,6 km на изток – при пресичането с река Пордимска бара, при височина около 52 m. Надморската височина в границите на селото намалява незначително както на север от пътя, така и на юг до течението на река Пордимска бара, а южно от реката нараства до около 100 m.
Населението на село Обнова, наброявало 4402 лица към 1934 г. и нараснало до 4907 към 1946 г., постепенно намалява до 1746 към 2018 г.
При преброяването на населението към 1 февруари 2011 г., от обща численост 1990 лица, за 1516 лица е посочена принадлежност към „българска“ етническа група, за 132 – към „турска“, за 24 – към ромска и за известна част не е даден отговор.

## История
Село Обнова е образувано чрез обединяване на селата Радиненец – дотогава в Плевенска околия, и Виная – дотогава в Никополска околия, с указ № 54 на цар Борис III, обнародван на 23 юли 1934 г. Образуваното село е включено административно в Плевенска околия.
По време на османската власт Виная и Радиненец са били две махали на едно и също село. Администрацията е употребявала името „Радвенца“ – комбинация от двете имена на селата. Така е записано и в старите руски карти. Разделянето на селата станало няколко години след Освобождението.
Виная е старо средновековно селище, регистрирано в турските документи от средата на 15 век под името Виная и Вина, като тимар към охраната на крепостта Хлуник (близо до Никопол; неустановена крепост). Съществуването на селището през следващия 16 век е документирано в регистрите на войнуците към каза Нийболу (Никопол), под името Виние.
Махала Радненци е възникнала през средата на 14 век под името „мезра Раданец“, вероятно в съседство със средновековно българско селище под същото име. Съществува легенда за името на селото. В Радиненец живяла жена на име Рада, която била глава на семейство, будна, със забележителен характер. Тая жена била известна навсякъде в околността, вследствие на което селото започнало да се нарича Радиното село. Оттук после и Радиненец.
През 1865 г. в Радиненец е открито килийно училище, състоящо се само от една стая. Първият учител е бил Донко Блажев от Ново село, Троянско. На училище ходели само момчета.
Първото мъжко училище в село Виная е открито през 1843 г. в наета частна къща. Първият подбудител за това училище е бил Васил Атанасов, който е станал и първият учител. След неговото заминаване от селото училището било затворено от 1846 до 1868 г. Следващите години училището се е помещавало в един зимник, до построяването с общински средства на първото училищно здание през 1873 г. Второто е построено през 1887 г. с общински средства и държавна помощ, направено за 50 до 70 деца.
През 1889/1890 г. е построено училище „Кирил и Методий“. През 1929 г. е построено училище „Неофит Рилски“, което задоволява нуждите на разрасналото се село.
Читалището в село Радиненец е основано през 1903 г. Читалището в село Виная е основано през 1906 г., но поради Първата световна война дейността му замира до към 1926 – 1927 г., когато е възобновена. На 30 януари 1930 г. двете читалища се сливат в едно обединено читалище – "Светлоструй”.
До Освобождението в селото църква и свещеник не е имало. През 1896 г. във Виная е построена църквата „Свето Възнесение Господне“.

## Обществени институции
Село Обнова към 2019 г. е център на кметство Обнова.
В Село Обнова към 2019 г. има:
- действащо основно училище „Неофит Рилски“;[11]
- действащо читалище „Светлоструй 1903“;[12][13]
- църква „Света Троица“;
- църква „Възнесение Господне“;
- пощенска станция.[14]

## Редовни събития
Ежегодният събор в село Обнова се провежда в неделята преди празника Свети Дух, чиято дата не е постоянна и всяка година се мени – обикновено от края на май до средата на юни.

## Личности
- Стефан Дамянов (1929 – 2019), български флотски офицер, контраадмирал
- Петър Петров (1948 – 2015), български флотски офицер, бригаден адмирал

1. ↑  www.grao.bg
2. 1 2 3  Енциклопедия „България“, том 4, стр. 643, Издателство на БАН, София, 1984 г.
3. ↑  Справка за населението на с. Обнова, общ. Левски, обл. Плевен
4. ↑  Етнически състав на населението на България – 2011 г., Обнова
5. ↑  Николай Мичев, П. Коледаров – Речник на селищата и селищните имена в България 1878 – 1987; „Наука и изкуство“, София, 1989 г., стр. 200.
6. ↑  КАЗА̀ ж. Истор. В Османската империя – административна териториална единица, по-малка от санджак и по-голяма от нахѝя; околия.
7. ↑  Мезра – землище, мера. Речник на редки, остарели и диалектни думи, мезра
8. 1 2 3 4  Обнова – хубавото село. История на селото.
9. ↑  Справка за събитията за кметство Обнова, общ. Левски
10. ↑  Интегрирана информационна система на държавната администрация, Административен регистър, Област Плевен, Кметство Обнова
11. ↑  Министерство на образованието и науката – Регистър на институциите в системата на предучилищното и училищното образование, Обнова[неработеща препратка]
12. ↑  Детайлна информация за читалище „Светлоструй 1903“
13. ↑  Информационна карта за 2018 г., читалище „Светлоструй 1903“
14. ↑  Пощенски станции, област Плевен, 5922 Обнова //    Архивиран от оригинала на 2019-11-29. Посетен на 2019-12-07.